# Hypnagogia (Album)
Hypnagogia (Von Hypnagogie, von altgriechisch ὕπνος hýpnos „Schlaf“) ist das sechste Studioalbum der Funeral-Doom-Band Evoken.

## Geschichte
Nach der Veröffentlichung des fünften Evoken-Albums Atra Mors im Jahr 2012 blieb die Bandkonstellation konstant bestehen. Nach einer Tournee im Jahr 2013 und einem Auftritt 2014 blieben weitere Aktivitäten jedoch aus. Der genau Schreibprozess zum Nachfolgealbum wurde von den Musikern nicht benannt. Das Vorgehen hingegen wurde vom Schlagzeuger Vince Verkay als Bestreben um einen stetigen Wandel und Vermeidung von Wiederholungen charakterisiert. Das Album entstand im anhaltenden Austausch der Musiker. Mit dem Fortschreiten des Schreibprozesses und der Entwicklung der individuellen Stücke änderte sich dabei die Richtung der Musik. Bis in den Aufnahmezeitraum hinein arbeiteten die Musiker so an dem Album und manche Ideen wurden noch während der Aufnahmen vorgeschlagen und entwickelt.
Die Aufnahme fand in einer für Evoken bewährten Konstellation statt. Wie mehrere Alben zuvor wurde Steve DeAcutis als Produzent hinzugezogen und das Album in mehreren Sitzungen ab dem Juli des Jahres 2017 in dessen SoundSpa Studios in Edison, New Jersey eingespielt. Als Label kooperierte Evoken, wie bereits beim vorherigen Album mit Profound Lore Records.

## Albuminformationen
Das Konzeptalbum Hypnagogia wurde am 9. November 2018 über Profound Lore Records als Musikdownload, CD und Doppel-LP mit 8 Titeln und einer Gesamtspielzeit von 60:16 Minuten veröffentlicht.

### Konzept
Konzeptionell richtete Evoken Hypnagogia als Allegorie für menschliche Urängste auf soldatische Erfahrungen im Ersten Weltkrieg aus. Als übergreifendes Kernthema führte Verkay eine tief verwurzelte Angst davor, „ohne Identität zu sterben“ an. „Die Angst, niemals Frieden zu finden, für immer verloren zu sein.“ Zugleich ist das Album an der Idee eines fiktiven Tagebuchs eines im Ersten Weltkrieg umgekommenen Soldaten angelehnt.

„[E]in Bündel Schriften, das alle zum Selbstmord treibt, die es lesen – das ist der Deal, den der tödlich Verletzte vor seinem Exitus mit einer sadistischen Gottheit gemacht hat. Schmerz, Wut und Enttäuschung wirken ansteckend, und jedes weitere Opfer des toxischen Buchs verstärkt diesen Sog nur noch. Heraus kommt ein okkulter Haarball der Verbitterung, zusammengebacken mit Hass und Blut.“

Auf den fantastischen Teil dieses Konzeptes verweisend verglich Brayden Turenne das Album für Exclaim mit der klassischen Schauerliteratur der Gothic Fiction.
Texte, Gestaltung und Musik beziehen sich auf dieses Konzept.

### Gestaltung
Das Begleitmaterial wurde von Adam Burke gestaltet. Als Covermotiv gestaltete Burke ein Bild im Stil eines Ölgemäldes aus der Epoche der romantischen Malerei. Das Motiv zeigt eine Schleiereule bei trüben Lichtschein auf einem verwitterten Pfosten eines alten Stacheldrahtzauns sitzen.

### Stil
Insbesondere My Dying Bride wird in Rezensionen als Einfluss auf die Musik des Albums benannt. Als Neuerungen im Klangbild der Gruppe werden „hymnische Streicher“ angeführt. Mitunter wurde die Musik als besonders glatt kritisiert. Auch mangele es dem Album am sonst gewohnten „Hang zur garstig bodenlosen Tiefe“. Dabei erscheine das Album mit den für Evoken „typischen Trademarks“. Massive Riffs, flächiger Einsatz der Synthesizer, malträtierende Rhythmen. Der Gesang variiere zwischen Growling, Röcheln und rezitierenden Passagen, „die die Handlung weiterspinnen.“
Das Album zeichnet sich durch geringes Tempo aus. Von The Fear After mit einem Metrum von 72 bpm bis zu Hypnopompic mit 120 bpm bleibt Hypnagogia im Tempo des Funeral Doom. Die Tonart variiert zwischen den Stücken. In f-Moll wurden Hypnopompic und Ceremony of Bleeding geschrieben, Too Feign Ebullience in c-Moll, Hypnagogia und Valorous Consternation in A-Dur, The Fear After in As-Dur, Schadenfreude in G-Dur und The Weald of Perished Men in C-Dur.

## Wahrnehmung
Dem Album gewidmeten Besprechungen in Webzines und Musikzeitschriften fielen überwiegend positiv aus.

„Finding out that Evoken still have more to say is one of the most satisfying revelations of 2018.“

„Die Erkenntnis, dass Evoken noch immer etwas zu sagen hat, ist eine der erfreulichsten Enthüllungen des Jahres 2018.“

Allerdings wirke Hypnagogia in Relation zur „restlichen Diskografie auch ein wenig enttäuschenden, weil [es eine] dezent unausgegorenen Platte“ sei. Melanie Aschenbrenner vom Metal Hammer lobte das Album hingegen rundum als einen „idealen Mix aus Schönheit und Verderben“. Für Powermetal.de wurde das Album als Ausnahme zu einem Genre bewertet, dass dem Rezensenten regulär „schlicht und ergreifend zu eintönig“ erscheine. Im Genre sei Hypnagogia „mühelos elegant“ summierte Ian Morissey für Doom-Metal.com.